# Nesoenas picturata

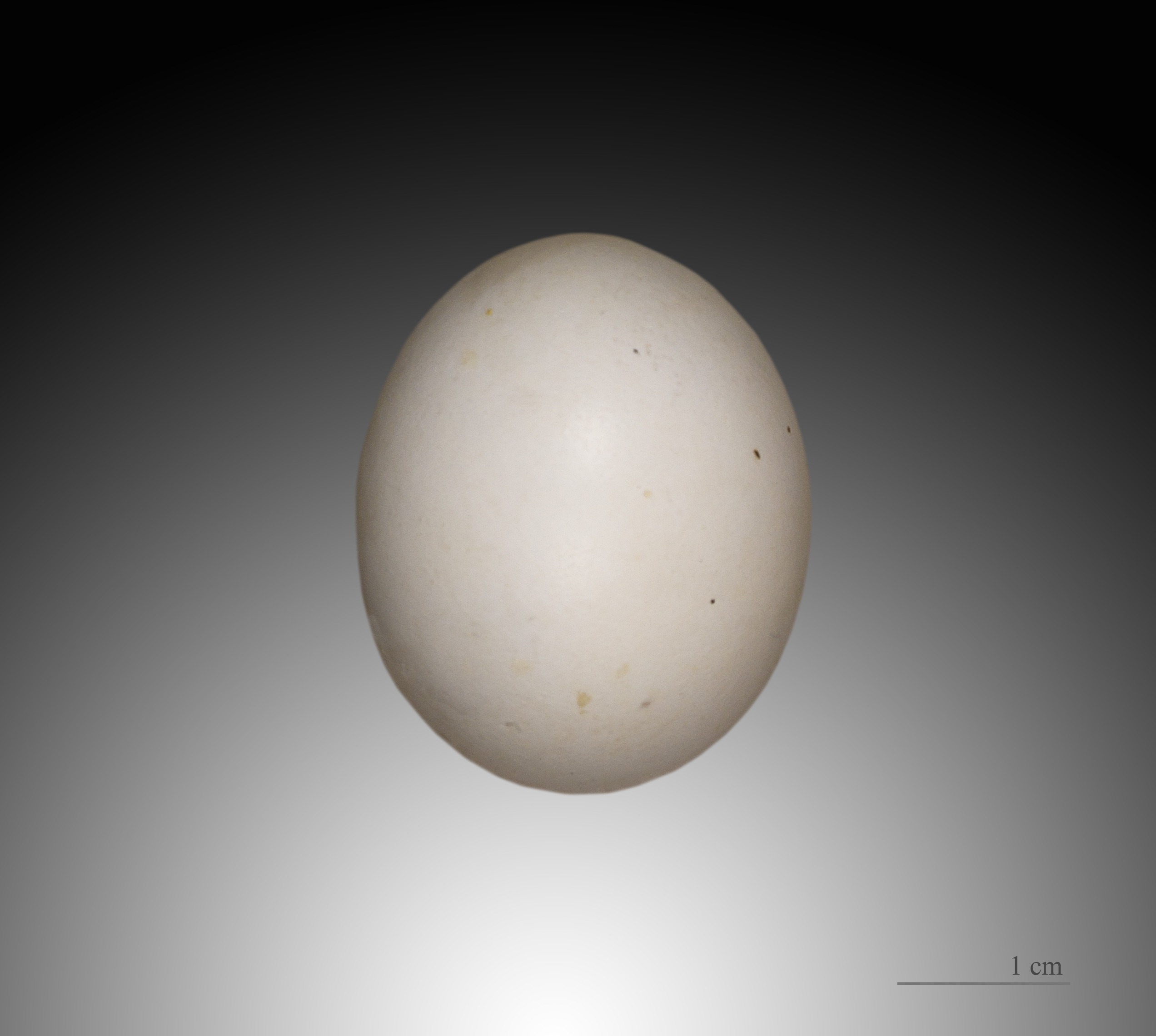
Nesoenas picturata

Streptopelia picturata là một loài chim trong họ Columbidae.